# Анграпа
Ангра́па (пол. Węgorapa — Венгорапа; истор. нем. Angerapp) — река в Польше и Калининградской области России. Приток Преголи. Длина реки — 169 км, площадь водосборного бассейна — 3960 км², среднегодовой расход воды — 14,5 м³/с.

## Этимология
Название реки имеет древнепрусское происхождение, от слов anguris — угорь и app — река.

## География

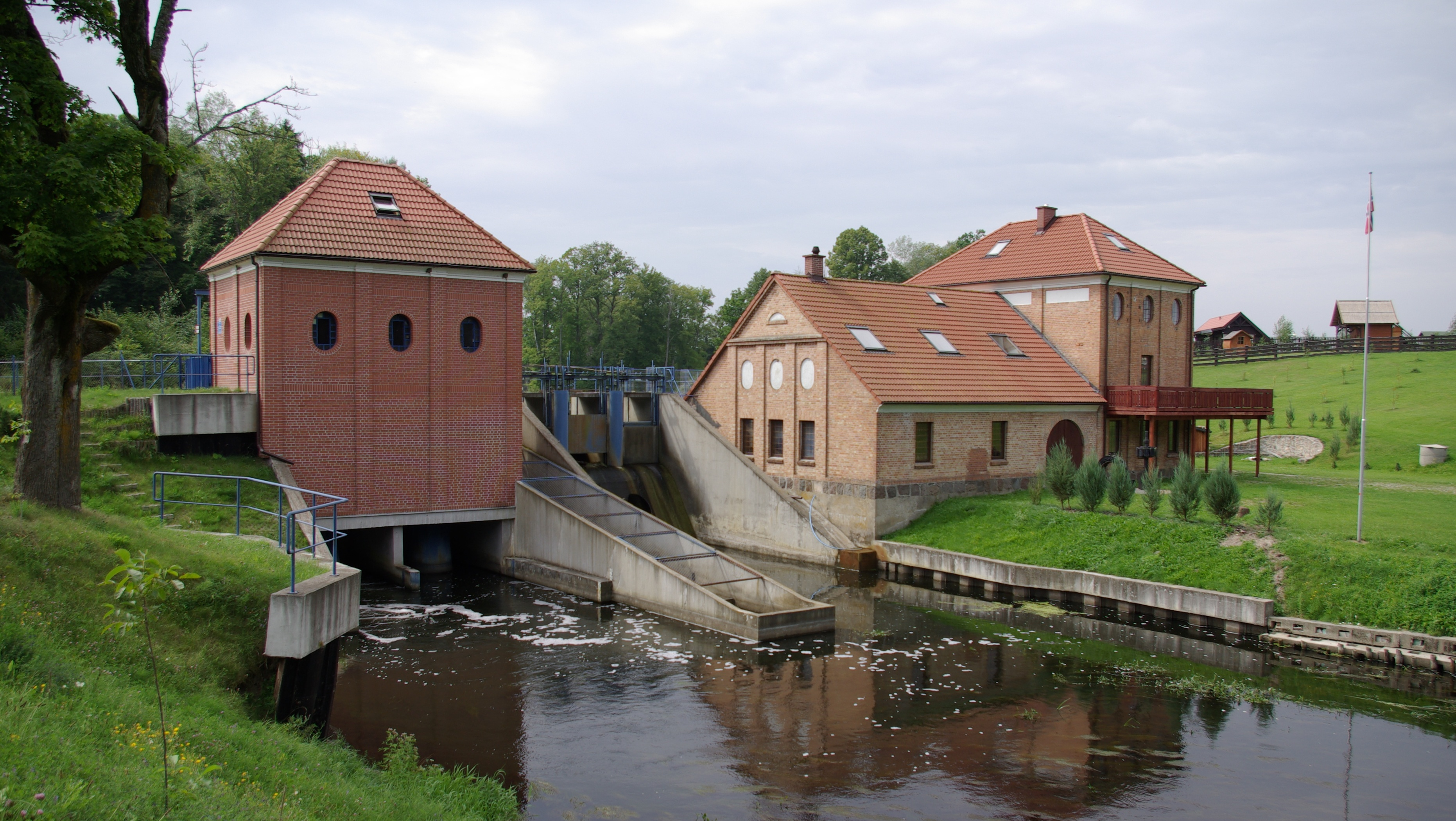
Анграпа около польской деревни Оловник

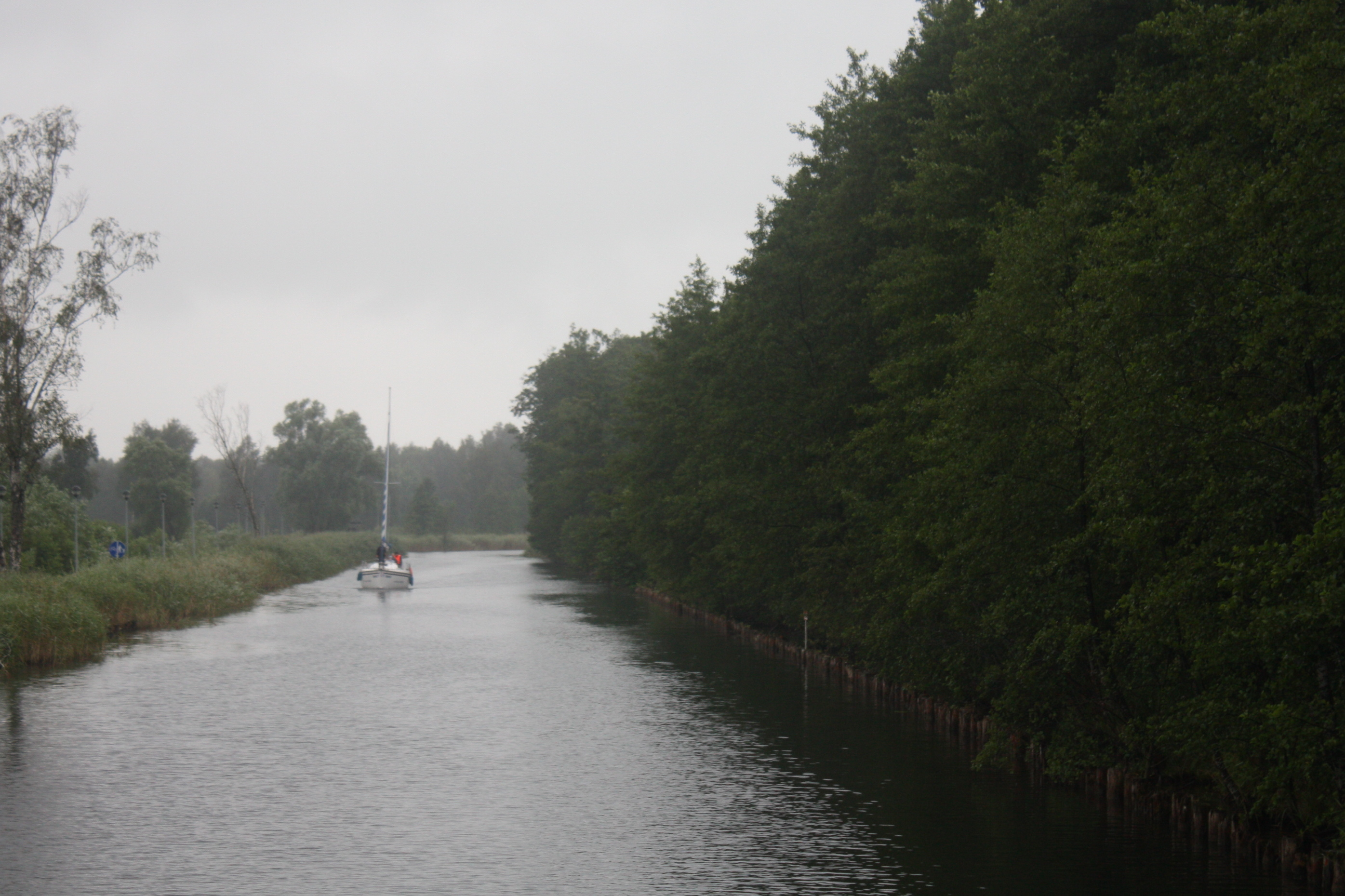
Анграпа на территории Варминьско-Мазурского воеводства

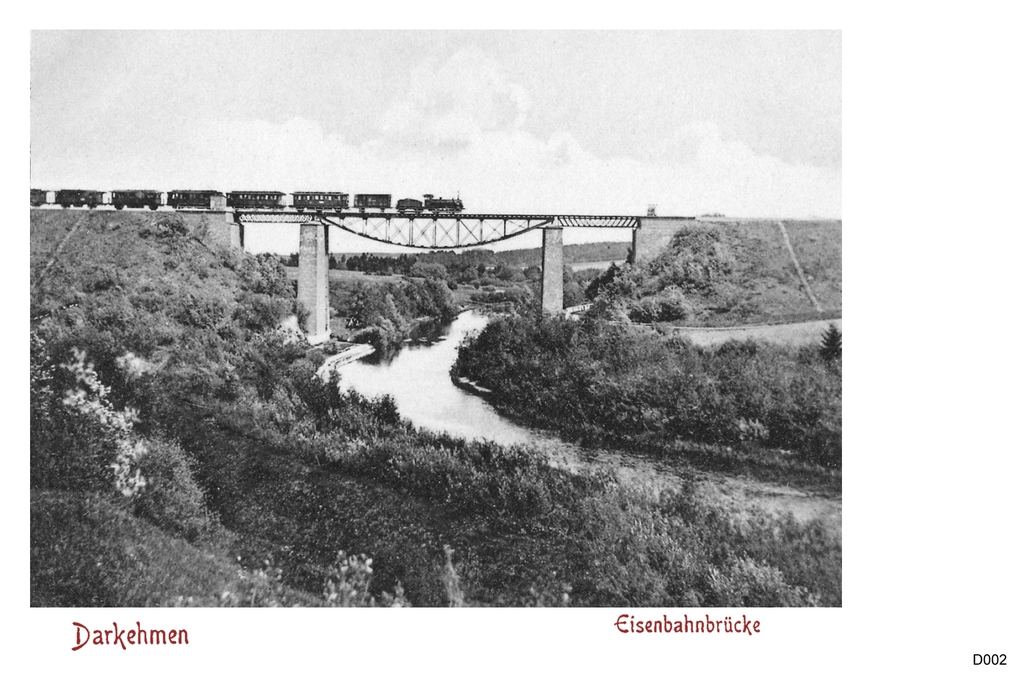
Железнодорожный мост через Анграпу северо-восточнее Озёрска (Darkehmen), (фото ранее 1938 года) ныне разрушен

Анграпа вытекает из озера Мамры на высоте 115,8 м в районе польского города Венгожево. Далее река пересекает границу России, течёт по территории Озёрского городского округа, Гусевского и Черняховского районов и в Черняховском районе в неё впадает река Писса. Далее, в районе города Черняховска, Анграпа сливается с Инстручем, образуя Преголю.
Ширина реки на участке от Озёрска до Писсы 5-12 м, глубина 0,2-2 м. Ниже впадения Писсы и до Черняховска ширина 7-25 м, глубина 1,5-3 м. К 2020 году река не судоходна.

## Гидрология
Скорость течения около 0,2-0,6 м/с. Площадь бассейна 3639 км², из них, 975,6 км² приходится на территорию Польши. Среднегодовой расход воды у Берестово[уточнить], находящегося в 30 километрах от места слияния с Инстручем, — 14,5 м³/с, минимальный расход — 8,56 в июле и максимальный расход — 24,7 в апреле.

## Гидротехнические сооружения
В Озёрске на Анграпе находится Озёрская ГЭС, построенная в 1880 году и вновь пущенная в строй в 2000 году, мощностью 0,5 МВт.

## Притоки
Наиболее крупные притоки Анграпы — Голдапа (вытекает из озера Красного), Писса, Вика и Шалевка.

## Населённые пункты
На реке стоят города Венгожево, Озёрск и Черняховск.

## Туризм
Река привлекательный туристический объект для любителей сплава. Сплавляются обычно по реке на лодках, ПСН, байдарках, реже на лодках с мотором. Река интересна прежде всего своей отдаленностью от населённых пунктов, красивой природой, а также частично оставшимися от немцев объектами (плотины, полуразрушенные дома).
Так как по весне река более полноводная и течение довольно интенсивное, то сплав удобнее проводить именно в это время. На байдарке проплыть реку можно от Озёрска до Черняховска за сутки. А на лодках и ПСН такой маршрут займёт не менее трёх суток.

## Данные водного реестра
По данным государственного водного реестра России относится к Балтийскому бассейновому округу, водохозяйственный участок реки — Преголя. Относится к речному бассейну реки Неман и рекам бассейна Балтийского моря (российская часть в Калининградской области).
Код объекта в государственном водном реестре — 01010000212104300010053.